# Via dei Tre Archi
Via dei Tre Archi är en gata i Rione Ponte i Rom. Gatan löper från Via dei Coronari till Piazza di San Simeone. 

## Beskrivning
Via dei Tre Archi är uppkallad efter tre valvbågar mellan Via dei Coronari och Via della Maschera d'Oro. Två av dessa existerar fortfarande.
I hörnet av Via dei Tre Archi och Vicolo di San Trifone var tidigare kyrkan San Salvatore in Primicerio, även benämnd San Trifone, belägen. Kyrkan, som konsekrerades år 1113, förlänades år 1604 åt Confraternita dei Santi Trifone e Camillo, ett brödraskap hängivet tillbedjan av den heliga Eukaristin. Kyrkan San Salvatore in Primicerio revs 1934 för att ge plats åt ett bostadskomplex. Kyrkans portal har bevarats och finns vid Vicolo di San Trifone 1. Ovanför ingången står det:
EC(CLESI)A PAR(ROCHIALIS) S(ANCTISSIMI) SALVATORIS PRIMICERII

## Omgivningar
Kyrkobyggnader och kapell
- San Salvatore in Lauro
- San Salvatore in Primicerio (riven)
- San Simeone Profeta (dekonsekrerad)
- Santi Simone e Giuda (dekonsekrerad)

Gator och gränder
- Vicolo di San Trifone
- Via della Maschera d'Oro
- Via dei Coronari
- Vicolo di San Simeone
- Vicolo di Montevecchio
- Arco della Pace
- Vicolo della Volpe
- Vicolo di Febo

## Bilder
| - San Salvatore in Lauro. - San Salvatore in Primicerio. - San Simeone Profeta. - Santi Simone e Giuda. |